# 로버트 번스 우드워드
로버트 번스 우드워드(영어: Robert Burns Woodward, 1917년 4월 10일~1979년 7월 8일)는 미국의 유기화학자이다. 1937년 매사추세츠 공과대학교에서 박사 학위를 받은 후, 하버드 대학교에서 연구를 하였다. 미국 예술과학협회회원·국제 과학협회 회원이며, 11개의 명예 박사 학위와 국제 과학 메달을 받았다. 1965년 화학적 합성 기술에 대한 공적으로 노벨 화학상을 받았다.

## 수상 경력
- 1959년: 데비 메달
- 1964년: 미국 국가 과학상
- 1965년: 노벨 화학상
- 1967년: 윌러드 기브스상
- 1978년: 코플리 메달

## 참고 문헌
- Robert Burns Woodward: Architect and Artist in the World of Molecules; Otto Theodor Benfey, Peter J. T. Morris, Chemical Heritage Foundation, April 2001.
- Robert Burns Woodward and the Art of Organic Synthesis: To Accompany an Exhibit by the Beckman Center for the History of Chemistry (Publication / Beckman Center for the History of Chemistry); Mary E. Bowden; Chemical Heritage Foundation, March 1992
- Woodward R. B.; Sondheimer F.; Taub D. (1951). “The Total Synthesis of Cortisone”. 《Journal of the American Chemical Society》 73 (8): 4057–4057. doi:10.1021/ja01152a551.
- George B. Kauffman (2004). “Organic Synthesizer par excellence – On the 25th Anniversary of His Death”. 《Chem. Educator》 9: 1–5.